# Ligne de tramway L (SNCV Groupe de Bruxelles Nord)
 (janvier 2022).
Ne doit pas être confondu avec Ligne de tramway L (Bruxelles, Place Rouppe).
Pour les articles homonymes, voir Ligne L.
La ligne L est une ancienne ligne du tramway vicinal de Bruxelles de la Société nationale des chemins de fer vicinaux (SNCV) qui reliait Bruxelles à Londerzeel.

## Histoire
Tableaux : 1931 286 ; 1958 505
Capital 61.
La ligne directe vers Londerzeel est mise en service en 1935 à la suite de la construction d'une section de 4,9 km reliant Laeken Gros Tilleul sur la ligne 913 et Meise sur la ligne 916 (1935-1970).
30 septembre 1960 : fermeture du service marchandises.
4 octobre 1968 : suppression de la section Wolvertem - Londerzeel.
26 juin 1970 : suppression.